# NGC 4060
NGC 4060 (również PGC 38151) – galaktyka soczewkowata (S0), znajdująca się w gwiazdozbiorze Warkocza Bereniki. Odkrył ją Albert Marth 18 marca 1865 roku. Jest to galaktyka z aktywnym jądrem typu LINER.